# Dharmveer Choudhary
Dharmveer Choudhary (Hindi धर्मवीर चौधरी; * 5. Februar 2001) ist ein indischer Leichtathlet, der sich auf den 400-Meter-Lauf spezialisiert hat.

## Sportliche Laufbahn
Erste internationale Erfahrungen sammelte Dharmveer Choudhary bei den World Athletics Relays 2025 in Guangzhou, bei denen er sowohl mit der indischen 4-mal-400-Meter-Staffel als auch mit der Mixed-Staffel über diese Distanz eine Direktqualifikation für die Weltmeisterschaften in Tokio verpasste. Anschließend gewann er bei den Asienmeisterschaften in Gumi mit der Männerstaffel in 3:03,67 min gemeinsam mit Jay Kumar, Manu Thekkinalil Saji und Vishal Thennarasu Kayalvizhi die Silbermedaille hinter dem katarischen Team.

## Persönliche Bestzeiten
- 400 Meter: 46,60 s, 15. Oktober 2023 in Bengaluru